# Mistie Bass
Mistie McCray Bass, coniugata Williams e, successivamente, Mims (Janesville, 2 dicembre 1983), è un'ex cestista statunitense, professionista nella WNBA. È figlia di Chubby Checker, il cantante che inventò il twist.

## Carriera
È stata selezionata dalle Phoenix Mercury al secondo giro del Draft WNBA 2006 (21ª scelta assoluta).

## Palmarès
- Campionato WNBA: 1

Phoenix Mercury: 2014